# Saint-Marcel-lès-Sauzet
 Saint-Marcel-lès-Sauzet  es una población y comuna francesa, en la región de Ródano-Alpes, departamento de Drôme, en el distrito de Nyons y cantón de Marsanne.

## Demografía
| 271 | 358 | 405 | 620 | 1025 | 1104 |
| Para los censos de 1962 a 1999 la población legal corresponde a la población sin duplicidades (Fuente: INSEE [Consultar]) |     |     |     |      |      |